# Luna Park (programma televisivo 1994)
Luna Park è stato un programma televisivo a premi in onda dal 12 dicembre 1994 al 28 giugno 1997, nella fascia preserale di Rai 1.

## Storia
Il programma, scritto da Bruno Broccoli, Umberto Broccoli, Mario D'Amico, Francesco Licata, Tonino Quinti, Stefano Torrisi, Riccardo Donna e Massimo Verni, prende il via lunedì 12 dicembre 1994 alle 18:50 su Rai 1.
È fortemente voluto e ideato dall'allora direttore artistico della Rai Pippo Baudo, per arginare il successo de La ruota della fortuna di Mike Bongiorno, celebre gioco a premi in onda contemporaneamente su Canale 5 e che da anni dominava incontrastato quella fondamentale fascia oraria.
La trasmissione è registrata nel Teatro 15 di Cinecittà in Roma ed aveva una ricca e colorata scenografia, ispirata ad un luna park, ideata e curata in tutte le edizioni dallo scenografo Gaetano Castelli.
A distanza di un solo mese dall'esordio, il programma riuscì nell'intento iniziale e sorpassò il competitor, conquistandosi la leadership in ascolti. Grazie all'ottimo riscontro ottenuto vennero anche realizzati svariati spin-off, tra cui gli speciali appuntamenti in prima serata, dal titolo Una sera al Luna Park e Sabato sera al Luna Park, e nell'estate del 1995 una versione estiva intitolata Estate al Luna Park, condotta da Luana Ravegnini, Claudio Insegno e Mauro Marino e trasmessa dall'Aquafan, celebre parco acquatico di Riccione.
Dato il crescente successo (la trasmissione arrivava a punte del 32% di share con 6 500 000 telespettatori), nel corso della seconda edizione venne aggiunta una sesta puntata settimanale, in onda il sabato e con una durata maggiore di circa 15 minuti rispetto alle altre cinque giornate (l'inizio era anticipato alle 18:30).
Il quiz, calato negli ascolti rispetto alla stagione precedente ed ormai quotidianamente battuto da Tira & Molla, chiuse i battenti sabato 28 giugno 1997, con una vincita finale di 39.150.000 lire.

## Edizioni
| Edizione | Messa in onda     | Messa in onda  | Emittente | Puntate   | Puntate      | Studio                         | Regia          |
| Edizione | Inizio            | Fine           | Emittente | Preserale | Prima serata | Studio                         | Regia          |
| -------- | ----------------- | -------------- | --------- | --------- | ------------ | ------------------------------ | -------------- |
| 1ª       | 12 dicembre 1994  | 22 giugno 1995 | Rai 1     | 140       | 4            | Teatro 15 di Cinecittà in Roma | Riccardo Donna |
| 2ª       | 24 settembre 1995 | 8 giugno 1996  | Rai 1     | 213       | 1            | Teatro 15 di Cinecittà in Roma | Riccardo Donna |
| 3ª       | 23 settembre 1996 | 28 giugno 1997 | Rai 1     | 234       | 3            | Teatro 15 di Cinecittà in Roma | Riccardo Donna |

## Conduzione
Caratteristica del programma è la conduzione a rotazione, diversa per ogni giorno della settimana, attraverso una vera e propria staffetta tra i volti più popolari di Rai 1, coinvolti da Pippo Baudo per rilanciare il preserale dell'ammiraglia Rai: nella prima edizione (stagione 1994-1995) la puntata del lunedì è condotta da Fabrizio Frizzi, quella del martedì è affidata a Milly Carlucci, il mercoledì Mara Venier, il giovedì Rosanna Lambertucci, mentre la puntata finale del venerdì è presentata dallo stesso Baudo.
La seconda edizione (stagione 1995-1996), oltre alla conferma della medesima squadra di conduttori della precedente, vede l'arrivo di Paolo Bonolis nella giornata del venerdì, in seguito all'introduzione della sesta puntata settimanale del sabato ed il passaggio di Baudo alla conduzione di quest'ultima. A partire da fine gennaio 1996, dapprima in quanto impegnato con la preparazione e la conduzione del 46º Festival di Sanremo e successivamente in via definitiva, Baudo viene sostituito da Fabrizio Frizzi, così al timone della puntata di apertura e di chiusura della settimana di programmazione.
Alla terza ed ultima edizione (stagione 1996-1997) del programma, orfano di Pippo Baudo e anche di Paolo Bonolis, entrambi passati a Mediaset (proprio Bonolis diventa in questa stagione il nuovo diretto concorrente di Luna Park, con Tira & Molla, gioco ideato da Corrado), la squadra di conduttori viene rivista e rinforzata dai nuovi ingressi di Anna Falchi (conduttrice della puntata del lunedì) e Giancarlo Magalli (che prende le redini della puntata del venerdì), insieme alle confermate Milly Carlucci e Rosanna Lambertucci, uniche presenze fisse per tutte e tre le edizioni (rispettivamente alla guida delle puntate del martedì e del giovedì), e Fabrizio Frizzi, che passa in pianta stabile a condurre la puntata del sabato al posto di Baudo.
Nel mese di gennaio 1997, Anna Falchi, impegnata nelle riprese della fiction La principessa e il povero, abbandona la trasmissione e viene sostituita da Carlo Conti. Quest'ultimo, a partire dalla metà del febbraio successivo, passa alla conduzione della puntata del mercoledì, a sua volta lasciata vacante da Mara Venier, mentre la puntata del lunedì viene riaffidata a Frizzi, che apre e chiude nuovamente la settimana fino al termine definitivo della trasmissione.

### Cronologia
| Edizione | Periodo                            | Conduzione      | Conduzione     | Conduzione  | Conduzione          | Conduzione        | Conduzione      |
| Edizione | Periodo                            | Lunedì          | Martedì        | Mercoledì   | Giovedì             | Venerdì           | Sabato          |
| -------- | ---------------------------------- | --------------- | -------------- | ----------- | ------------------- | ----------------- | --------------- |
| 1ª       | 12 dicembre 1994 - 22 giugno 1995  | Fabrizio Frizzi | Milly Carlucci | Mara Venier | Rosanna Lambertucci | Pippo Baudo       | Non presente    |
| 2ª       | 24 settembre - 24 novembre 1995    | Fabrizio Frizzi | Milly Carlucci | Mara Venier | Rosanna Lambertucci | Pippo Baudo       | Non presente    |
| 2ª       | 27 novembre 1995 - 20 gennaio 1996 | Fabrizio Frizzi | Milly Carlucci | Mara Venier | Rosanna Lambertucci | Paolo Bonolis     | Pippo Baudo     |
| 2ª       | 22 gennaio - 8 giugno 1996         | Fabrizio Frizzi | Milly Carlucci | Mara Venier | Rosanna Lambertucci | Paolo Bonolis     | Fabrizio Frizzi |
| 3ª       | 23 settembre 1996 - 4 gennaio 1997 | Anna Falchi     | Milly Carlucci | Mara Venier | Rosanna Lambertucci | Giancarlo Magalli | Fabrizio Frizzi |
| 3ª       | 6 gennaio - 8 febbraio 1997        | Carlo Conti     | Milly Carlucci | Mara Venier | Rosanna Lambertucci | Giancarlo Magalli | Fabrizio Frizzi |
| 3ª       | 10 febbraio - 28 giugno 1997       | Fabrizio Frizzi | Milly Carlucci | Carlo Conti | Rosanna Lambertucci | Giancarlo Magalli | Fabrizio Frizzi |

## Meccanismo di gioco
Ad ogni puntata partecipavano due coppie di concorrenti, suddivisi nelle squadre della luna rossa e la luna azzurra, ciascuna composta da un uomo e da una donna, legati da un vincolo qualsiasi (di tipo familiare, di parentela, amicizia, lavoro, ecc...) con lo scopo di accumulare la vincita più alta e diventare i campioni della puntata.

## Giochi
| Gioco                         | Edizione | Edizione | Edizione |
| Gioco                         | 1ª       | 2ª       | 3ª       |
| ----------------------------- | -------- | -------- | -------- |
| Tre palle un soldo            | Si       | No       | No       |
| Il martellone                 | Si       | Si       | No       |
| Il juke-box                   | Si       | Si       | [ 18 ]   |
| Gli specchi deformanti        | Si       | Si       | No       |
| Il sentiero incantato         | Si       | No       | No       |
| Slot machine                  | Si       | Si       | No       |
| La zingara                    | Si       | Si       | Si       |
| Il baraccone delle meraviglie | [ 19 ]   | No       | No       |
| Il gioco della luna           | [ 20 ]   | [ 21 ]   | [ 18 ]   |
| Il bowling                    | No       | Si       | Si       |
| Le mongolfiere                | No       | Si       | Si       |
| Il castello incantato         | No       | [ 21 ]   | No       |
| La parola magica              | No       | No       | Si       |
| Il giullare                   | No       | No       | Si       |
| La casa della luna nera       | No       | No       | Si       |
| Stregati dalla luna           | No       | No       | Si       |

### Tre palle un soldo
In questo gioco, ogni squadra (divisa in braccio e mente) sceglieva una piramide di 6 barattoli raffigurante un personaggio famoso. Il conduttore poneva 3 domande alla "mente" inerenti a quel personaggio, e per ogni risposta esatta, si conquistava una palla. Al termine delle tre domande, il "braccio" lanciava le palle, una per volta, verso i barattoli. Ogni barattolo abbattuto valeva 100 000 lire. Questo gioco è stato presente solo nella prima edizione.

### Il bowling
Il Bowling ha sostituito Tre palle un soldo nella seconda e terza edizione. Il "braccio" lanciava una palla da bowling verso delle grandi sagome. Se ne colpiva una, arrivava un personaggio di fantasia (la Puzzola, l'Avventuriero, il Pirata e altri) che proponeva un quesito di logica all'altro concorrente (la testa). Si potevano effettuare massimo 3 lanci e ogni quesito risolto valeva 200 000 lire.

### Il martellone
Il maschio di ogni squadra aveva il compito di dare un colpo secco con un martellone alla base di un meccanismo. In questo modo, veniva selezionata una parola più o meno lunga (proporzionalmente alla forza del colpo), e la squadra avversaria, in 1 minuto di tempo, doveva creare un acrostico di quella parola. La vincita in palio per ciascuna delle due squadre è di 1 000 000 di lire. Il gioco del martellone è stato realizzato nella prima e nella seconda edizione.

### La parola magica
Questo gioco ha sostituito il Martellone nella terza edizione, e ha avuto 2 versioni.

#### 1ª versione
Il maschio di ogni squadra lanciava, con uno speciale fucile, una pallina di velcro su un bersaglio. Il risultato era il tempo che metteva a disposizione degli avversari per la prova.
La prova consisteva nell'indovinare, nel tempo dato, la parola magica che risvegliava la principessa (interpretata da Romita Losco).

#### 2ª versione
Le squadre giocavano in contemporanea, prenotandosi con dei pulsanti. Un tabellone riportava varie parole, coperte.
Col passare del tempo venivano scoperte e tutte le parole rimandavano alla parola magica, quella da indovinare.

### Il juke box
Questo gioco è durato tutte e 3 le edizioni, e ogni edizione ha avuto una prova di tipo diverso.

#### 1ª versione
Le squadre avevano davanti una grande tastiera. Veniva fatta ascoltare una canzone famosa, ma solo con basso e batteria. Potevano indovinare e vincere 1 000 000 di lire.
Se non indovinavano, potevano, premendo uno dei tasti di fronte a loro, aggiungere uno strumento alla volta alla base. Ogni strumento in più abbassava il montepremi (800 000 lire; 500 000 lire; 300 000 lire).

#### 2ª versione
Nella seconda edizione, le squadre avevano di fronte un pulsante.
Anche in questo caso, si trattava di riconoscere la canzone, ma solo dopo il "via" dato da una luce sul grande juke box. Ogni titolo forniva una parola da aggiungere ad una frase misteriosa. L'ultima parola era contenuta nel titolo di una canzone nascosta in un medley di tutte e 5 le precedenti. Ogni titolo indovinato consentiva di vincere 100 000 lire, mentre l'ultima canzone, contenuta nel medley con le canzoni precedenti, consentiva di vincere 500 000 lire.

#### 3ª versione
Nell'ultima edizione (nella quale il juke box veniva giocato solo al sabato), ogni squadra giocava singolarmente. Di fronte a loro, avevano 5 dischi, ognuno dei quali attivava un pezzo di una canzone scomposta. Il gioco consisteva nel rimetterla in ordine per vincere 1 000 000 di lire.

### Gli specchi deformanti
Solo un membro di ogni squadra partecipava a questo gioco, l'altro prendeva parte al gioco successivo.
Nel padiglione erano presenti vari monitor. Il primo monitor riportava la foto di un personaggio famoso completamente deformata. Indovinando con questa, si vinceva 1 000 000 di lire. Come nel primo Juke Box, gli altri monitor contenevano degli indizi per indovinare il personaggio, e ogni indizio abbassava il montepremi in palio di 200 000 lire. Il gioco degli specchi deformanti è stato realizzato nella prima e nella seconda edizione.

### Il sentiero incantato
Gioco apparso solo nella prima edizione. Per ciascuna squadra, il concorrente che non partecipava agli Specchi deformanti prendeva parte a questo gioco, dove bisognava completare un percorso. Ogni passaggio prevedeva una domanda, con due possibili risposte. Ogni risposta era rappresentata da un cancelletto. Il concorrente doveva aprire il cancello della risposta che riteneva esatta. Se era sbagliata, restava fermo un turno. Il montepremi in palio per questo gioco è 2 000 000 di lire.

### Le mongolfiere
Gioco in sostituzione del Sentiero incantato e utilizzato a partire dalla seconda edizione. Per ciascuna squadra, il concorrente che non partecipava al gioco degli Specchi deformanti è su una mongolfiera che può salire fino a 7 scatti. Il conduttore poneva delle affermazioni false, e i concorrenti, prenotandosi, dovevano spiegare perché erano false. Ogni risposta esatta faceva salire di uno scatto, mentre ogni risposta sbagliata scendere di uno. Se il concorrente sbagliava quando era ancora a terra riceveva una zavorra. Il concorrente che al termine delle domande si trovava al piano più alto vinceva 1 000 000 di lire.
Nella terza edizione, l'ultima domanda consentiva di salire di 2 piani e chi arrivava al settimo ed ultimo piano vinceva un premio aggiuntivo di 500 000 lire.

### La slot machine
In questo gioco (realizzato nella prima e nella seconda edizione) comparivano i conduttori del programma che in quel giorno non erano in onda.
Ogni giorno, veniva proposto un argomento diverso, e i concorrenti, a prenotazione, rispondevano alle domande poste dagli altri conduttori. Le domande in totale erano 4, ognuna delle quali dava la possibilità di vincere 500 000 lire. Nella seconda edizione, con l'entrata del nuovo conduttore Paolo Bonolis e l'aumento delle puntate settimanali da 5 a 6, aumentarono anche le domande della slot machine, che passarono da 4 a 5.

### Il giullare
Gioco apparso nella terza edizione in sostituzione della Slot machine. I concorrenti dovevano scegliere delle caselle di una enorme scacchiera di 60 caselle, cercando di collezionarne 3 di fila (in maniera rettilinea, obliqua oppure curva) in modo da collegare la casella centrale del giullare (interpretato da Nando Citarella) con un bordo del quadrato.
Ogni casella aveva 3 opzioni possibili: una domanda di carattere musicale fatta dai conduttori del programma non in onda in quella giornata, il tesoro (casella vinta automaticamente), o uno sberleffo (casella persa automaticamente e non più conquistabile). Se c'era una domanda, e la squadra rispondeva correttamente, la casella si colorava del colore della squadra, che conquistava anche 300 000 lire - in caso contrario, la squadra avversaria poteva rispondere. Se nessuna delle due squadre indovinava, la casella veniva annerita e quindi non poteva essere più conquistata.
Il giullare proponeva un indovinello cantato per la squadra che vi era arrivata (che terminava col motto E dillo nella maggior parte dei casi).

### La casa della luna nera
Questo gioco è apparso per la prima metà della terza edizione, ed era una sorta di introduzione a quello della Zingara.
La casa era formata da 2 piani, e per ogni piano c'era 1 giocatore per squadra. Il primo piano proponeva 2 prove (un gioco in cui bisognava indovinare tre significati che una sola parola poteva avere, poi sostituito da un gioco in cui il concorrente doveva creare coppie di sinonimi o contrari con le parole che gli venivano offerte, e un altro in cui bisognava mettere in ordine le parole di una frase per darle un senso compiuto), mentre il piano terra 3 (un gioco in cui, al concorrente, erano mostrati oggetti che ricordavano i titoli di canzoni, uno in cui gli venivano mostrati gli ingredienti di un immaginario intruglio, che poi lui avrebbe dovuto ricordare, e uno in cui lui doveva mettere in ordine dei nomi seguendo un criterio: 7 nomi di personaggi dal più alto al più basso, 7 film dal più vecchio al più recente...). Ogni prova superata (solo 1 squadra poteva superare una prova) forniva alla squadra 1 carta aggiuntiva per il gioco della Zingara (ogni squadra partiva con la luna nera e una carta normale) più un relativo montepremi. Al pari di quanto succedeva nel gioco del bowling, anche qui, i quesiti venivano posti da personaggi fantastici, che rappresentavano i familiari di Cloris la zingara, alcuni dei quali erano caricature dei personaggi della famiglia Addams: Perfidia (caricatura di Morticia), Cloruro (caricatura di Lurch), Clorazio (caricatura di Fester) e Cloretta (caricatura di Nonna Addams). Stranamente, non c'erano caricature di Gomez, Pugsley, Mercoledì e del cugino Itt, qui sostituiti da Clorasma il fantasma, da un mago e dalle donne-topo Abra e Cadabra.

### Stregati dalla Luna
Questo gioco ha sostituito il precedente ed era semplicemente un gioco di domande e risposte, dove i concorrenti potevano prenotarsi solo nel momento in cui la luna della loro postazione era del colore della propria squadra per conquistare le differenti somme in palio per ognuna delle domande.

### La zingara
e dalle carte dipende la sorte.
Tu con me ribaltarla potrai

Cloris Brosca interpreta la "zingara"

ma con la Luna Nera sono guai»
(Sigla di presentazione del gioco della trasmissione)
Era il gioco più famoso della trasmissione e il solo presente in tutte le puntate, tanto da diventare l'anno dopo anche programma a sé stante.
Qui proponiamo la versione regolare, e in coda la variante proposta durante la terza edizione dopo il gioco La casa della luna nera.
Ogni squadra giocava per conto proprio. La zingara, interpretata da Cloris Brosca, disponeva 7 tarocchi a faccia in giù sul suo tavolo.
Si sceglieva una carta alla volta, e la zingara la scopriva. Ogni carta aveva un valore doppio rispetto alla precedente (100 000 lire la prima carta, 200 000 lire la seconda, 400 000 lire la terza, 800 000 lire la quarta, 1 600 000 lire la quinta e 3 200 000 lire la sesta), assegnato solo nel caso in cui la squadra rispondesse esattamente all'indovinello in rima della zingara. Gli indovinelli riguardavano proverbi e detti celebri.
Nel caso la carta scelta fosse la luna nera, il montepremi della squadra veniva dimezzato e il gioco finiva.
Iniziava a giocare la squadra in svantaggio, che poteva fermarsi solo nel caso in cui avesse superato gli avversari.
Variante: in questo caso, ogni squadra giocava solo con le carte ottenute durante la casa della luna nera, da un minimo di 2 a un massimo di 7. Il meccanismo del gioco era il medesimo, con l'unica variante dei premi in palio: tutte le carte valevano 500 000 lire tranne l'ultima (quella assieme alla Luna Nera) che valeva 10 milioni.
Alla fine del gioco, la squadra che possedeva il montepremi più alto vinceva la puntata conquistando la metà del suddetto montepremi e si candidava per partecipare alla puntata di fine settimana (venerdì nella prima edizione, sabato nelle successive due). L'altra metà del montepremi veniva aggiunto al contenuto della luna.

### Il baraccone delle meraviglie
Questo gioco si è disputato solo per un breve periodo nel corso della prima edizione ed apriva la puntata finale del venerdì. Compito delle squadre, che giocavano una per volta, era quello di indovinare in 1 minuto di tempo quale fosse l'oggetto misterioso custodito nello scrigno della guardiana del baraccone. Se vi riuscivano, vincevano 1 000 000 di lire.

### Il castello incantato
Questo gioco si è disputato solo nella seconda edizione ed era il primo gioco della puntata del venerdì fino a novembre, poi a dicembre divenne il primo gioco della puntata del sabato. Scopo di questo gioco era di indovinare un oggetto di uso comune attraverso degli indovinelli (3 per ogni oggetto) recitati da "Lady Luna" (interpretata da Renata Amigassi). Le due squadre venivano sistemate in due ali del castello dotate di pulsante e, una volta ascoltato l'indovinello, ogni squadra, alternata, poteva porre 4 domande per cercare di capire quale fosse l'oggetto. Chi si prenotava e rispondeva correttamente vinceva 500 000 lire ma, in caso di risposta errata, non potevano più intervenire nel gioco fino all'indovinello successivo.
Il gioco era ripetuto in due manche.

### Il gioco della luna
Gioco finale presente solo nell'ultima puntata di ogni settimana.
Tra tutte le squadre vincitrici della settimana, le due che hanno vinto il montepremi più alto partecipano alla puntata di fine settimana. La squadra vincitrice di questa puntata poteva vincere il montepremi contenuto nella Luna (costituito dalla metà di tutti i montepremi vinti dalla squadra vincitrice durante la settimana più l'intero montepremi accumulato durante l'ultima puntata).
Un concorrente saliva su un razzo, mentre l'altro doveva rispondere in 1 minuto e 30 secondi a 25 abbinamenti di cognomi con i rispettivi nomi di personaggi famosi. Ad ogni risposta mancata il razzo tornava indietro, il tempo veniva fermato e il concorrente a terra doveva ricominciare gli abbinamenti. Nel caso in cui il gioco non venisse risolto, il montepremi accumulato si sommava a quello della settimana successiva, mentre la squadra vincitrice della puntata del sabato era la squadra campione in carica e aveva diritto a partecipare alla puntata del successivo lunedì (e tentare in questo modo di riguadagnarsi la possibilità di conquistare il montepremi).

## Puntate speciali

### Una sera al Luna Park
Nei primi mesi del 1995 venne realizzata un'edizione speciale in prima serata condotta da Pippo Baudo, affiancato a rotazione in ognuna delle 4 puntate dagli altri presentatori della trasmissione (Venier il 19 gennaio, Frizzi il 26 gennaio, Carlucci il 2 febbraio). Per l'occasione venne realizzata la sigla Due, cantata e ballata da Heather Parisi. L'ultimo dei quattro appuntamenti, previsto per la sera del 9 febbraio e condotto da Baudo con Rosanna Lambertucci, fu inizialmente cancellato per onorare la memoria di Marcello Palmisano, operatore Rai morto quel giorno a Mogadiscio. La puntata venne in seguito trasmessa sabato 18 febbraio con il titolo Sabato sera al Luna Park, in sostituzione di Caro Bebè, sfortunato varietà condotto da Marisa Laurito, chiuso in anticipo per bassi ascolti.

### Buon compleanno Luna Park
Il 30 novembre 1995 in occasione del primo anno di messa in onda viene realizzato uno speciale in prima serata intitolato Buon Compleanno Luna Park condotto da tutto il cast del programma. Alla fine della puntata fu inoltre annunciato che, a partire dalla settimana successiva, il programma sarebbe iniziato ad andare in onda anche di sabato, guadagnando dunque una puntata settimanale in più e venne rivelato che Paolo Bonolis si sarebbe aggiunto al cast dei presentatori.

### Bentornato Luna Park
Il 21 settembre 1996 viene realizzato uno speciale in prima serata dal titolo Bentornato Luna Park  nel quale si presentano la nuova stagione del programma ed i nuovi conduttori.

### Chi è Babbo Natale? - Una serata al Luna Park
Il 10 dicembre 1996, alle ore 20:45, va in onda in occasione delle feste natalizie uno speciale dal titolo Chi è Babbo Natale? - Una serata al Luna Park, condotto da Fabrizio Frizzi e Giancarlo Magalli con la partecipazione di Milly Carlucci. Questo speciale è stato visto da 5.593.000 spettatori e ha guadagnato uno share pari al 22,46%.

### L'isola del tesoro - Grande festa al Luna Park
Il 5 giugno 1997 va in onda in prima serata lo speciale L'isola del tesoro: grande festa al Luna Park, condotto da Fabrizio Frizzi. Questo speciale è stato visto da 6.255.000 telespettatori e uno share del 25,09%.

## Spin-off

### Estate al Luna Park
Dal 26 giugno al 22 settembre 1995 venne realizzata un'edizione estiva del programma, ambientata all'Aquafan di Riccione, intitolata Estate al Luna Park e condotta da Luana Ravegnini, Claudio Insegno e Mauro Marino. La prima puntata venne introdotta da Pippo Baudo.

### La zingara
Nella stagione 1995-1996 il gioco della zingara, sempre con Cloris Brosca, diventa un programma autonomo in diretta con il pubblico da casa come concorrenti. La trasmissione va in onda nella fascia dell'access prime time, subito dopo il TG1 delle 20 (anche qui il conduttore era diverso per ogni giorno della settimana, seguendo la stessa tabella del programma madre). Questo gioco tiene testa alla concorrenza di Striscia la notizia su Canale 5. Dal 1997 al 2002, a seguito della chiusura di Luna Park, il gioco La zingara viene proposta nell'access prime time estivo di Raiuno in versione itinerante, in onda ogni settimana da una città diversa, con la conduzione di Giorgio Comaschi e sempre con Cloris Brosca nei panni della cartomante. I concorrenti del gioco erano in questo caso persone residenti nella città ospitante di volta in volta la trasmissione; anche la versione estiva fu un successo. Nella stagione 1997-1998 il gioco della zingara venne inoltre riproposto per risollevare le sfortunate sorti di Colorado - Due contro tutti, quiz preserale che aveva preso il posto di Luna Park nel palinsesto di Raiuno. Inizialmente chiamato La Regina della Piramide, interpretata sempre da Cloris Brosca, era il gioco finale della trasmissione. La prima versione del gioco della zingara, così com'era a Luna Park, fu ripresa successivamente anche a In bocca al lupo!. In estate e autunno 2002 un ultimo ciclo de La zingara viene condotto da Stefano Sarcinelli e sempre con Cloris Brosca a vestirne i panni ma senza il successo che aveva avuto negli anni precedenti, tanto che venne chiuso a dicembre e sostituito dal game-show Il castello, gioco che come tipologia ed atmosfera era molto simile a Luna Park.
A conferma del successo del personaggio vi fu l'imitazione comica della zingara Cloris fatta in quegli anni da parte di Luciana Littizzetto, che nei suoi sketch si presentava così: Sono Cloris, la zingara più amata dagli italiani e più odiata dai carabinieri.

### Le torri della zingara
Nel 1996, sempre nell'access prime time, viene proposto il gioco Le torri della zingara, le cui atmosfere riprendono quelle di Luna Park e Il castello. Il gioco finale è sempre affidato alla zingara, ma con sole tre carte (la luna nera, la gobba a ponente, la gobba a levante), ed anche qui c'è il meccanismo della conduzione a rotazione.

## Ascolti TV

### Edizione 1994-95
| Puntata         | Telespettatori | Share  |
| --------------- | -------------- | ------ |
| 13 gennaio 1995 | 4.768.000      | 22,93% |
| 19 gennaio 1995 | 6.379.000      | 24,40% |
| 2 febbraio 1995 | 5.546.000      |        |

### Edizione 1995-96
| Puntata           | Telespettatori | Share  |
| ----------------- | -------------- | ------ |
| 25 settembre 1995 | 4.488.000      | 24,88% |
| 3 ottobre 1995    | 4.165.000      |        |
| 10 ottobre 1995   | 4.266.000      | 23,18% |
| 30 gennaio 1996   | 6.387.000      |        |
| 31 gennaio 1996   | 6.326.000      |        |
| 1 febbraio 1996   | 5.898.000      |        |
| 2 febbraio 1996   | 6.564.000      |        |
| 3 febbraio 1996   | 5.772.000      |        |
| 5 febbraio 1996   | 6.363.000      |        |
| 6 febbraio 1996   | 6.260.000      |        |
| 7 febbraio 1996   | 6.583.000      |        |
| 12 febbraio 1996  | 5.782.000      |        |
| 13 febbraio 1996  | 6.477.000      |        |
| 14 febbraio 1996  | 5.550.000      |        |
| 16 febbraio 1996  | 6.202.000      |        |
| 17 febbraio 1996  | 5.095.000      |        |
| 28 febbraio 1996  | 5.360.000      |        |
| 29 febbraio 1996  | 5.949.000      |        |
| 1 marzo 1996      | 5.888.000      |        |
| 2 marzo 1996      | 5.156.000      |        |
| 4 marzo 1996      | 6.270.000      |        |
| 5 marzo 1996      | 6.175.000      |        |
| 6 marzo 1996      | 6.224.000      |        |
| 7 marzo 1996      | 5.914.000      |        |
| 8 marzo 1996      | 5.956.000      |        |
| 9 marzo 1996      | 5.114.000      |        |
| 11 marzo 1996     | 5.828.000      |        |
| 12 marzo 1996     | 5.592.000      |        |
| 13 marzo 1996     | 5.850.000      |        |
| 14 marzo 1996     | 5.566.000      |        |
| 15 marzo 1996     | 6.203.000      |        |
| 16 marzo 1996     | 4.765.000      |        |
| 18 marzo 1996     | 6.117.000      |        |
| 19 marzo 1996     | 5.563.000      |        |

### Edizione 1996-97
| Puntata           | Telespettatori | Share  |
| ----------------- | -------------- | ------ |
| 22 settembre 1996 | 5.328.000      |        |
| 24 settembre 1996 | 4.006.000      |        |
| 25 settembre 1996 | 3.613.000      |        |
| 27 settembre 1996 | 3.942.000      |        |
| 29 settembre 1996 | 3.294.000      |        |
| 1 ottobre 1996    | 3.219.000      | 20,59% |
| 31 ottobre 1996   | 4.851.000      |        |
| 3 novembre 1996   | 4.190.000      |        |
| 5 novembre 1996   | 5.020.000      |        |
| 10 novembre 1996  | 3.617.000      |        |
| 20 novembre 1996  | 4.772.000      |        |
| 21 novembre 1996  | 4.617.000      |        |
| 24 novembre 1996  | 4.024.000      |        |
| 4 dicembre 1996   | 4.911.000      |        |
| 8 dicembre 1996   | 4.705.000      |        |
| 10 dicembre 1996  | 5.152.000      |        |
| 15 dicembre 1996  | 4.575.000      |        |
| 22 dicembre 1996  | 4.031.000      |        |
| 29 dicembre 1996  | 5.139.000      |        |
| 2 gennaio 1997    | 4.938.000      |        |
| 5 gennaio 1997    | 5.103.000      |        |
| 7 gennaio 1997    | 5.209.000      |        |
| 12 gennaio 1997   | 5.018.000      |        |
| 19 gennaio 1997   | 4.759.000      |        |
| 23 gennaio 1997   | 4.715.000      |        |
| 30 gennaio 1997   | 4.381.000      |        |
| 9 febbraio 1997   | 4.399.000      |        |
| 13 febbraio 1997  | 4.156.000      |        |
| 16 febbraio 1997  | 4.717.000      |        |
| 19 febbraio 1997  | 4.787.000      |        |
| 23 febbraio 1997  | 4.694.000      |        |
| 27 febbraio 1997  | 4.918.000      |        |
| 1 marzo 1997      | 4.635.000      |        |
| 2 marzo 1997      | 4.542.000      |        |
| 9 marzo 1997      | 4.171.000      |        |
| 16 marzo 1997     | 4.430.000      |        |
| 19 marzo 1997     | 4.156.000      |        |
| 23 marzo 1997     | 4.269.000      |        |

## Media ascolti TV
| Edizione  | Telespettatori | Share  |
| --------- | -------------- | ------ |
| 1994-1995 | 4.190.000      | 23,52% |
| 1995-1996 | 5.318.000      | 29,29% |

## Esportazione del format
Il format del programma, creato interamente in Italia, venne esportato in Portogallo, dove andò in onda nella stagione 1995-1996, la domenica in prima serata sul canale SIC, mantenendo il titolo italiano.
Tutte le puntate della serie portoghese vennero registrate durante l'estate 1995 nello stesso studio, con la stessa scenografia, i giochi della prima versione italiana e con parte della medesima troupe tecnica; il pubblico era invece formato da figuranti portoghesi scritturati a Roma.
A questa versione portoghese partecipò, come guest-star, anche Heather Parisi, che ne cantava la sigla, Due, utilizzata anche nella versione italiana come sigla delle puntate speciali di prima serata. Tra gli ospiti fissi c’era anche il mago Francesco Scimemi, nel ruolo di disturbatore, che interagiva con la zingara e faceva dei giochi coinvolgendo il pubblico.